# Група підтримки України в Сенаті США
Група підтримки України в Сенаті США (інколи Український кокус у Сенаті США, Сенатський український кокус, англ. Senate Ukraine Caucus) — двопартійна група підтримки (кокус) у Сенаті Сполучених Штатів Америки, створена у Вашингтоні 9 лютого 2015 року. Своїм завданням група називає «посилення політичних, військових, економічних та культурних зв'язків між Сполученими Штатами та Україною». Серед питань, якими насамперед опікується кокус, є військова та безпекова допомога Україні.
Відповідником групи в Палаті представників США є Група підтримки України в Конгресі США, заснована в 1997 році та яка складається з 41 представника.

## Історія
Група підтримки створена на чолі зі сенаторами Робом Портманом з Республіканської партії та Діком Дурбіном з Демократичної партії 9 лютого 2015 року. Поява кокусу обумовлена значною підтримкою від української діаспори у США, зокрема в штатах Огайо та Іллінойсі.
25 травня 2015 року співголова групи підтримки Дік Дурбін зустрівся з нещодавно обраним Президентом України Петром Порошенком й обговорив з ним питання допомоги Україні. 27 жовтня 2015 року, після місцевих виборів в Україні, що пройшли 25 жовтня 2015 року, співголова кокусу Роберт Портман зустрівся з Послом України в США Валерієм Чалим, обговоривши питання Мінських домовленостей та пообіцявши сприяти збільшенню підтримки України Сполученими Штатами.
31 травня 2019 року співголова групи підтримки Роб Портман зустрівся в Києві з новообраним президентом України Володимиром Зеленським, українськими урядовцями та підприємцями, запевнивши в продовженні підтримки України й наданні їй Сполученими Штатами політичної, економічної та військової допомоги.

## Члени
Двома співголовами групи підтримки є сенатори Дік Дурбін (Демократична партія, Іллінойс) та Роб Портман (Республіканська партія, Огайо). Сенатори Кріс Мерфі (Демократична партія, Коннектикут), Шеррод Браун (Демократична партія, Огайо), Джин Шагін (Демократична партія, Нью-Гемпшир) та Рон Джонсон (Республіканська партія, Вісконсин) обіймають посади віцеголів групи підтримки.
Група підтримки України в Сенаті США складається з 16 сенаторів (9 з Демократичної партії та 7 з Республіканської):
| - Джон Баррассо (Республіканська партія, Вайомінг) - Річард Блюменталь (Демократична партія, Коннектикут) - Шеррод Браун (Демократична партія, Огайо) - Боб Кейсі-молодший (Демократична партія, Пенсильванія) - Бен Кардін (Демократична партія, Меріленд) | - Дік Дурбін (Демократична партія, Іллінойс) - Джоні Ернст (Республіканська партія, Айова) - Рон Джонсон (Республіканська партія, Вісконсин) - Емі Клобучар (Демократична партія, Міннесота) - Джим Інгоф (Республіканська партія, Оклахома) - Кріс Мерфі (Демократична партія, Коннектикут) | - Гері Пітерс (Демократична партія, Мічиган) - Роб Портман (Республіканська партія, Огайо) - Марко Рубіо (Республіканська партія, Флорида) - Джин Шагін (Демократична партія, Нью-Гемпшир) - Пет Тумі (Республіканська партія, Пенсильванія) |

### Колишні члени
Після виборів 2018 року:
- Сенатор Джо Доннеллі (Демократична партія, Індіана) (не переобрався)
- Сенатор Білл Нельсон (Демократична партія, Флорида) (не переобрався)

Після виборів 2016 року:
- Сенатор Келлі Ейотт (Республіканська партія, Нью-Гемпшир) (не переобралася)
- Сенатор Марк Кірк (Республіканська партія, Іллінойс) (не переобрався)

## Пов'язані законопроєкти
- Закон «Щодо міжнародного мовлення в Україні та сусідніх регіонах» (S.R. 2183)[12], поданий 27 березня 2014 року.
- Закон про підтримку свободи України 2014 (S.R. 2828)[13], поданий 16 вересня 2014 року.